# Eberau
Eberau (węg. Monyorókerék, burg.-chorw. Eberava) – gmina targowa w Austrii, w kraju związkowym Burgenland, w powiecie Güssing. Według Austriackiego Urzędu Statystycznego liczyła 952 mieszkańców (1 stycznia 2014).

## Galeria

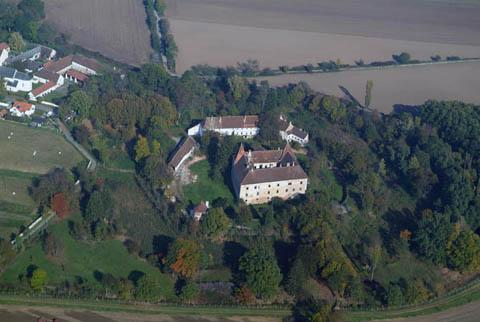
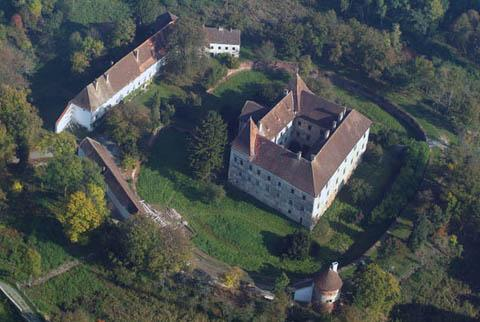
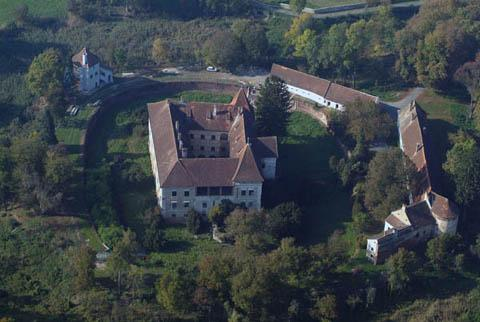